# ゼットエー
ゼットエー株式会社は、千葉県市原市に本社を置き外国語に関する事業・デザイン事業・スポーツ&アウトドア事業を展開する企業。
現在、スポーツ&アウトドア事業では千葉県内に8店舗の「つり具ランド」、ゴルフ用品の中古用品を扱う「ゴルフランド」を3店舗展開している。

## 企業概要
1987年3月1日に現社長の扇山信二が洋服直しの店「リフォームランド」として創業したのが始まりである。
その後、全国チェーン化し138店舗を展開させた。その後、千葉にゴルフ場が多いことや海釣りを趣味としている人間が多い事に着目しゴルフ用品・釣具のリサイクル事業を展開・成長させた。
現在は中古釣具用品を扱う「つり具ランド」を千葉県内に8店舗、ゴルフ用品の中古用品を扱う「ゴルフランド」を3店舗展開している。
オリジナルユニフォームやTシャツの制作を行うオリプリ・ビジネス印刷・ビジネス用品の制作を行う「ビジネス堂」・全国のスポーツ店からのチームTシャツの制作を行う自由Tなど、デザイン事業の展開に力を入れており、2013年3月には千葉県山武市に自社プリント制作工場を構え自社での一貫した制作が可能となっている。
2012年秋に千葉県市原市が公募した市原緑地運動公園臨海競技場、市原臨海球場と、市原市能満にある別施設の市原市中央武道館の3点セットの命名権を取得。2013年4月から、施設愛称は「ゼットエーオリプリスタジアム」（市原緑地運動公園臨海競技場）、「ゼットエーボールパーク」（市原臨海球場）、「ゼットエー武道場」（市原市中央武道館）となった。また、新たに市原市が命名権の公募を行った市原市総合公園（愛称：上総更級公園）内にあるスケートパークの命名権も取得し、2013年4月から「スケートコート オリプリランド」となった。
2014年4月にはオーストラリア、クイーンズランド州ブリスベンに現地法人「ZETT A AU  LTD」を設立。同年5月にはTシャツプリントのオリプリを分割し、山武市のプリント工場兼営業所と市原市八幡の営業所を「株式会社ゼットエーオリプリ」として分社独立させた。また、ブリスベンでは現地のプリント会社「LEA PRINTING」を買収し同10月より経営を始めた。
フィリピン現地法人を設立後、2015年11月に英語留学アカデミー「UV-ESL校」をM&Aし、経営を開始した。
2018年4月には同社運営のUV-ESLの名称を「ZA English Academy」に変更。同年5月セブ島で2校名となる学校を開校し、ZA English AcademyのUV Campus ＆Mabolo Campusの2校体制で学校運営を開始。さらに、2018年08月に多言語翻訳事業のYAKUSURUとTrans-itをM&Aにて買収と同時に翻訳事業部を発足。文京区本郷に東京支社設立と同時に神田事務所を文京区本郷2丁目に移転。都内でのオリプリ・留学・翻訳事業を同所に集約した。
2018年12月にLINEチャットボット（自動応答システム）「Translator」を買収。同時に名称を「多言語翻訳TO・RA・RE（トラレ）」に変更し配信開始した。
2020年2月に漁業活性化を目的とし「漁師コミュニティ」を新規事業として買収。
2020年8月、新型コロナウイルスの世界的感染拡大により、セブ島の留学学校は2校ともに閉校せざるを得なくなった。しかし、英語支援事業部として新たにオンライン英会話の世界で10年以上の歴史を持つ「Ays English」を買収しサービスの運営を開始。このオンライン英会話では、セブ島の留学学校で講師をしていた講師陣を本サービスのネイティブ講師として迎えた。留学学校閉鎖後も新たな形で英語学習支援を行っている。
2021年1月には「Ays English」を「オンライン英会話 ZA English」に名称変更した。

## 沿革
- 1987年3月 - 洋服直しの店「リフォームランド」創業。
- 1998年10月 - 事業多角化のひとつとしてリサイクル ゴルフショップ「ゴルフランド」事業部を発足
- 1999年1月 - 千葉県市原市に「ゴルフランド」1号店オープン。同時にFC展開中のリフォームランドが27都道府県で全国100店舗達成
- 2000年
  - 3月 - ゴルフランド事業部内にFC部門設置
  - 5月 - ゴルフランド事業部を資本金300万で分社独立し、リサイクル事業の拡大を図るため有限会社ジーエルネットサービス設立
  - 11月 - 同社にてリサイクルフィッシングショップ「つり具ランド」事業部を発足
- 2001年2月 - 千葉県君津市に、売り場面積100坪を誇る巨大店舗 「つり具ランド」1号店をオープン
- 2002年7月 - 有限会社ジーエルネットサービスを増資、組織変更し、新たにゼットエー株式会社として出発
- 2010年5月 - 千葉県八街市にあるプリント工場である有限会社フリーアートを買収完全子会社化
- 2011年4月 - 千葉県夷隅郡大多喜町に築120年の古民家を購入・改築し、宿泊研修施設「和信庵」を運用開始
- 2012年6月 - 自由Tのサービスを事業譲渡され運営を開始
- 2013年
  - 3月 - 自社工場であるフリーアートが千葉県山武市に移転し、オリジナルウェアの店舗と工場との併設店オリプリランド成東店としてオープン[4]
  - 4月 - 市原市内の4施設の命名権を取得し、「スケートコート オリプリランド」(市原市総合公園スケートパーク)、「ゼットエーボールパーク」（臨海球場）、「ゼットエーオリプリスタジアム」（臨海競技場）、「ゼットエー武道場」（市原市中央武道館）に変更になった。
  - 11月 - 千葉県旭市に「つり具ランド」旭店オープン
  - 12月 - 千葉県館山市に「つり具ランド」館山店オープン
- 2014年
  - 4月  - オーストラリア・ブリスベンに「ZETT A AU LTD」設立
  - 月  - Tシャツプリント部門を分割し、株式会社ゼットエーオリプリを設立
  - 10月 - ZETT A AU LTDが同地のLEA PRINTINGを買収
- 2015年11月 - フィリピン現地法人を設立、英語留学アカデミー「UV-ESL校」をM&A
- 2017年9月 -千葉県いすみ市につり具ランド大原店をオープン
- 2018年
  - 4月 -セブ島のUV-ESL校を「ZA English Academy」に名称変更
  - 5月 - 旧MDL校を買収し、ZA English Academyの2校目をセブ島に開校
  - 8月 - 多言語翻訳事業の YAKUSURUとTrans-itをM&Aにて買収。同時に翻訳事業部を発足
  - 12月 - LINEチャットボット（自動応答システム）「Translator」を買収。名称を「多言語翻訳TO・RA・RE（トラレ）」に変更[5][6]
- 2020年
  - 2月 - 漁業関係者向け交流サイト「漁師コミュニティ」に関する新規事業買収
  - 4月 - オンライン英会話サービス「Ays English」をM&Aにて買収
- 2021年1月 -「Ays English」を「オンライン英会話 ZA English」に名称変更

## 主な事業部門
スポーツ&アウトドア事業部
- ゴルフランド（千葉県内3店舗）

ゴルフ用品の販売及び買収
ゴルフクラブの修理・メンテナンス
- つり具ランド（千葉県内8店舗）

釣り具・つりぐ用品の販売及びメンテナンス
釣り具・つりぐ商品関連のデザイン及び作成
外国語事業部
- オンライン英会話部門

実際の語学学校でも実績のある経験豊富な人材が講師として揃っている「オンライン英会話 ZA English」
「海外に行くことは出来ないが、気軽にどこでも英語を学びたい」というお客様に最適な、まるでオンライン留学といえるサービス。
- 多言語翻訳部門

世界80ヶ国語に対応したビジネス翻訳の「YAKUSURU」 　
見積から発注、納品までオンラインでスピーディーに高品質な翻訳を提供している、オンライン翻訳サービス「trans→it」
LINEを使った自動翻訳で100カ国以上の同時通訳が可能な「TO･RA･RE」
デザインプリント事業部
- オリプリランド

オリジナルプリントウェア
オリジナルグッズの製作、販売
- 自由T

オリジナルチームウェア作成・販売
スポーツプリントウェア作成・販売